# Saturn IB
Saturn IB – druga z serii dużych amerykańskich rakiet kosmicznych Saturn. Powstała jako kolejny etap realizacji koncepcji potężnych rakiet zdolnych do wynoszenia na orbitę ciężkich ładunków. Stanowiła rozwinięcie rakiety Saturn I, opracowane w roku 1962 dla potrzeb programu Apollo. Jej głównym celem było wynoszenie statków Apollo na orbitę Ziemi, m.in. w ramach misji Apollo-Sojuz oraz na stację Skylab.

## Dane techniczne

### Rakieta
| Parametr        | Człon pierwszy - S-IB                     | Człon drugi - S-IVB-200       | Złącze międzyczłonowe |
| --------------- | ----------------------------------------- | ----------------------------- | --------------------- |
| Wysokość        | 24,44 m (80,17 ft)                        | 17,81 m (58,42 ft)            | 0,91 m (3,00 ft)      |
| Średnica        | 6,53 m (21,42 ft)                         | 6,61 m (21,67 ft)             | 6,61 m (21,67 ft)     |
| Masa bez paliwa | 42 000 kg (92 500 lb)                     | 10 600 kg (23 400 lb)         | 2000 kg (4 400 lb)    |
| Paliwo          | RP-1/LOX                                  | LH2/LOX                       | N/A                   |
| Masa paliwa     | 399 400 kg (880 500 lb)                   | 103 600 kg (228 500 lb)       |                       |
| Silniki         | Osiem - H-1                               | Jeden - J-2                   | N/A                   |
| Ciąg            | 7100 kN (1 600 000 lbf) na poziomie morza | 890 kN (200 000 lbf) w próżni | N/A                   |
| Czas działania  | 150 s                                     | 480 s                         | N/A                   |
| Impuls właściwy | 272 s (2,66 kN·s/kg) na poziomie morza    | 420 s (4,12 kN·s/kg) w próżni | N/A                   |
| Producent       | Chrysler                                  | Douglas                       | IBM                   |

### Konfiguracje ładunków
| Parametr                             | Moduł dowodzenia/moduł serwisowy | Apollo 5  | AS-203 |
| ------------------------------------ | -------------------------------- | --------- | ------ |
| Masa systemu ratunkowego             | 4200 kg                          | N/A       | N/A    |
| Masa Modułu Dowodzenia i Serwisowego | 16 500 kg do 21 000 kg           | N/A       | N/A    |
| Masa Modułu Księżycowego             | N/A                              | 14 360 kg | N/A    |
| Masa adaptera Modułu Księżycowego    | 1840 kg                          | 1840 kg   | N/A    |
| Wysokość stożka dziobowego           | N/A                              | 2,5 m     | 8,4 m  |
| Wysokość ładunku                     | 24,9 m                           | 11,1 m    | 8,4 m  |
| Całkowita wysokość rakiety           | 68,1 m                           | 54,2 m    | 51,6 m |